# آب‌پاش

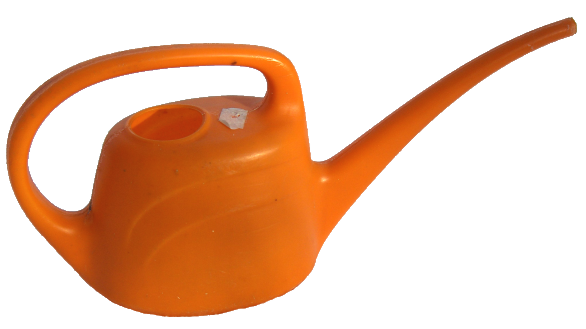
آبپاش پلاستیکی

آب‌پاش وسیله‌ای است که با استفاده از آن گیاهان را آبیاری می‌کنند. در لغتنامه دهخدا آبپاش اینگونه تعریف گردیده:

(اِ مرکب) آوندی که بدان بر زمین و گُل و چمن آب پاشند. رشاشه. آب پاچ.

این وسیله حداقل از قرن هفدهم میلادی وجود داشته است. حجم مخزن آب پاش می‌تواند بین نیم لیتر برای باغچه‌های کوچک تا ده لیتر برای باغ‌ها باشد. جنس این وسیله معمولاً از فلز، سرامیک یا پلاستیک ساخته می‌شود. یک آبپاش از مخزن، دسته ، لوله و آب فشان تشکیل شده است.

## نگارخانه

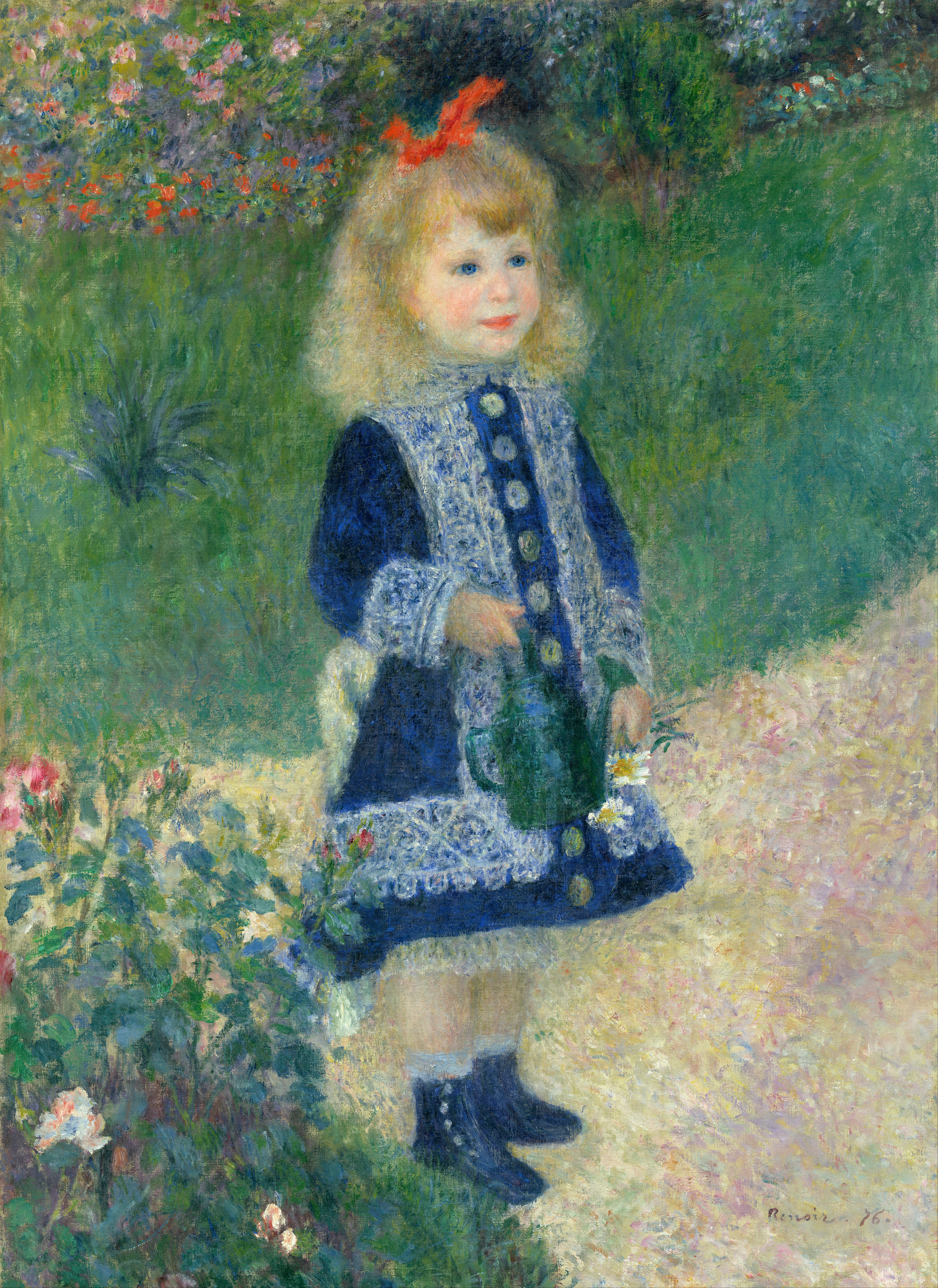
دختری با یک آب‌پاش، اثر پیر آگوست رنوآر
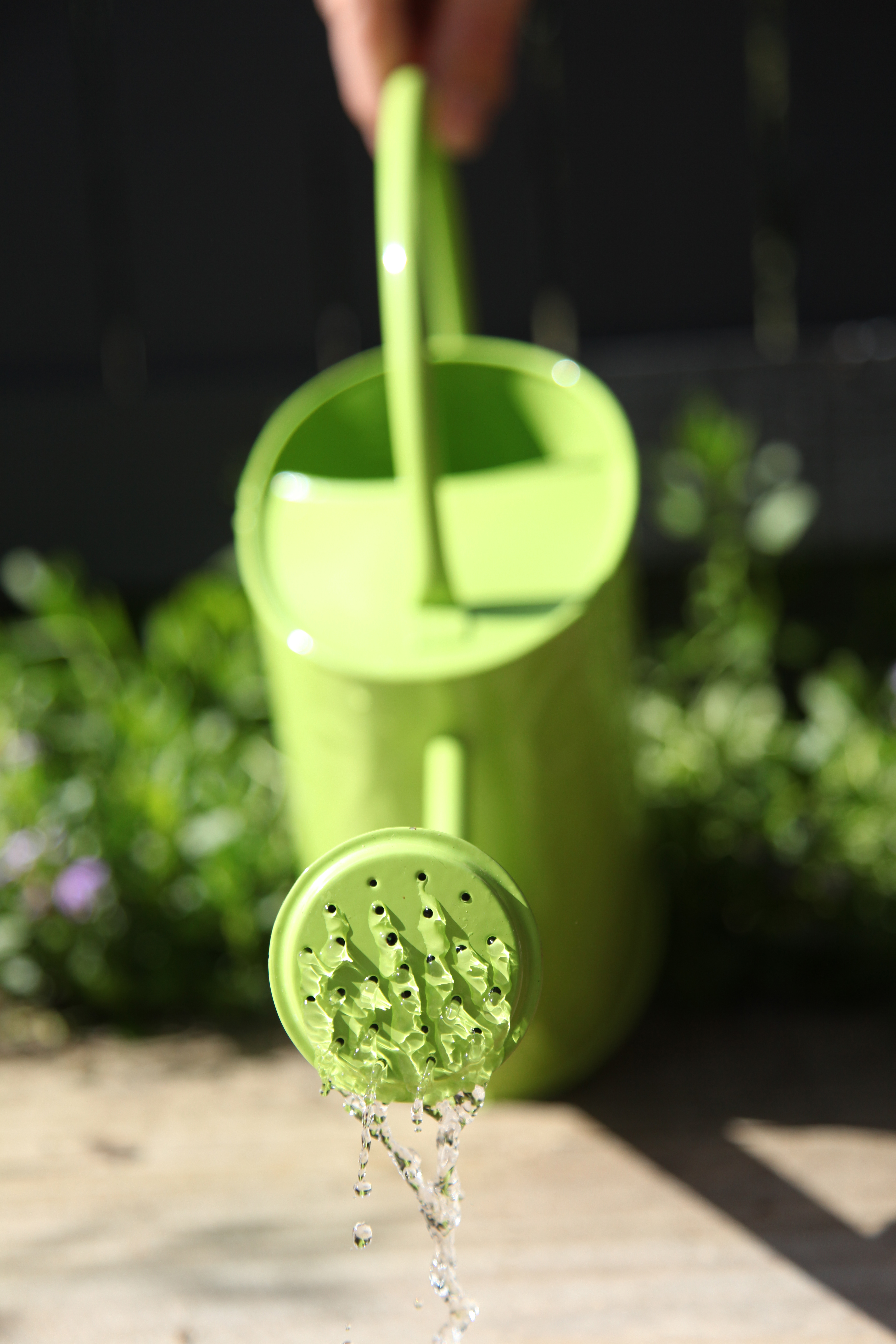
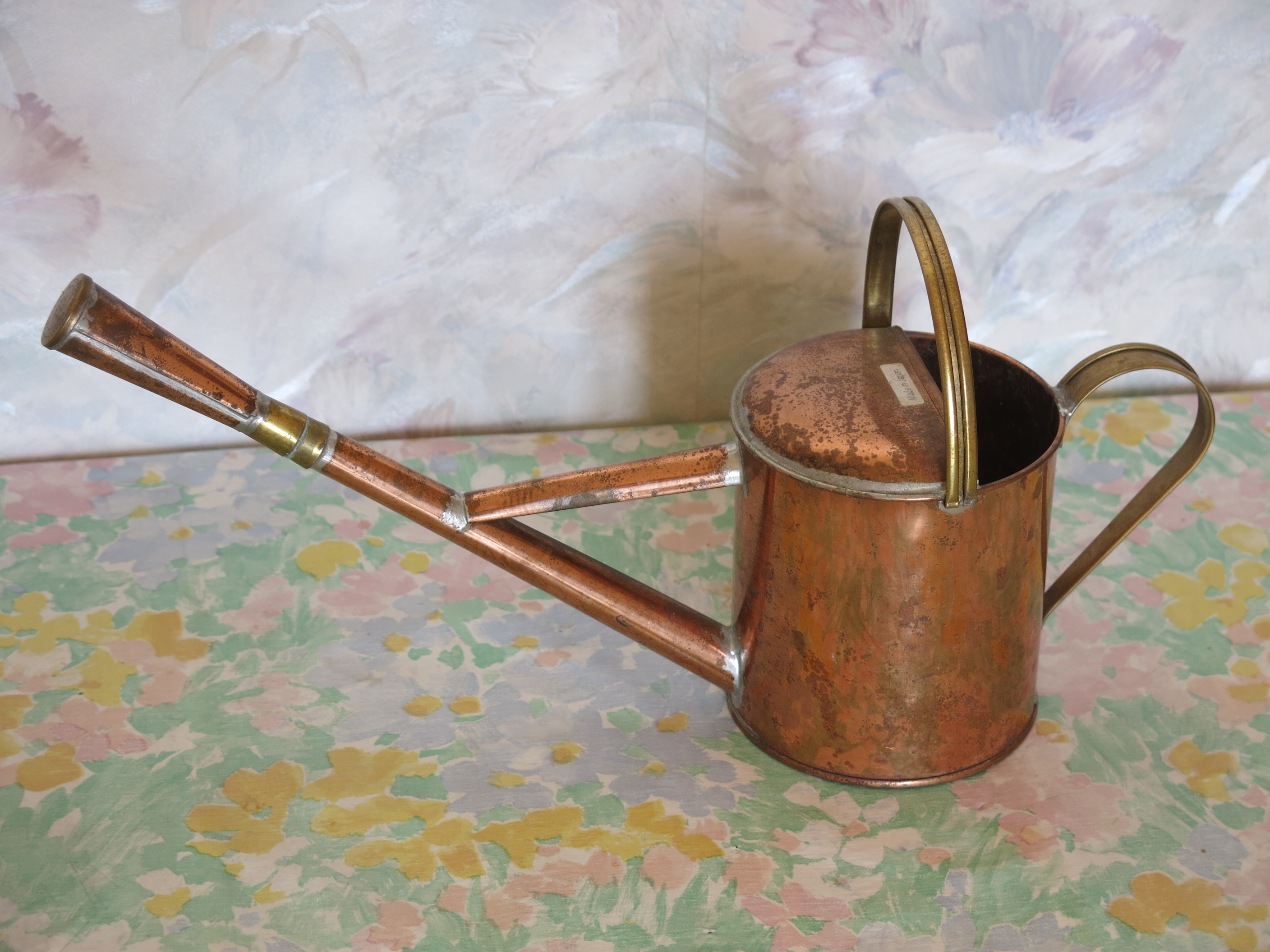